# 所有目光都在拉法

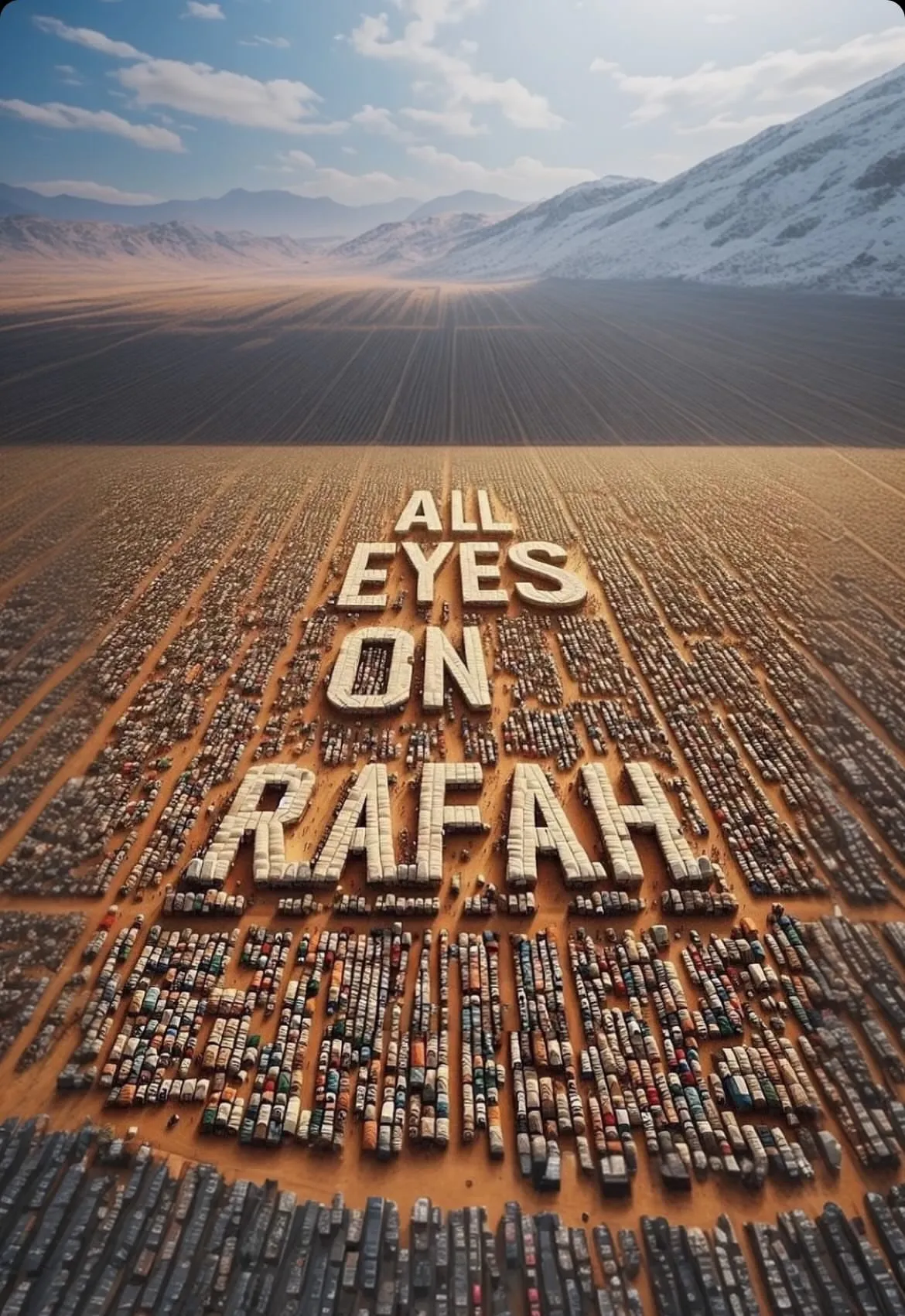
人工智能產生的「所有目光都在拉法」圖片於2024年5月在Instagram上廣泛流傳

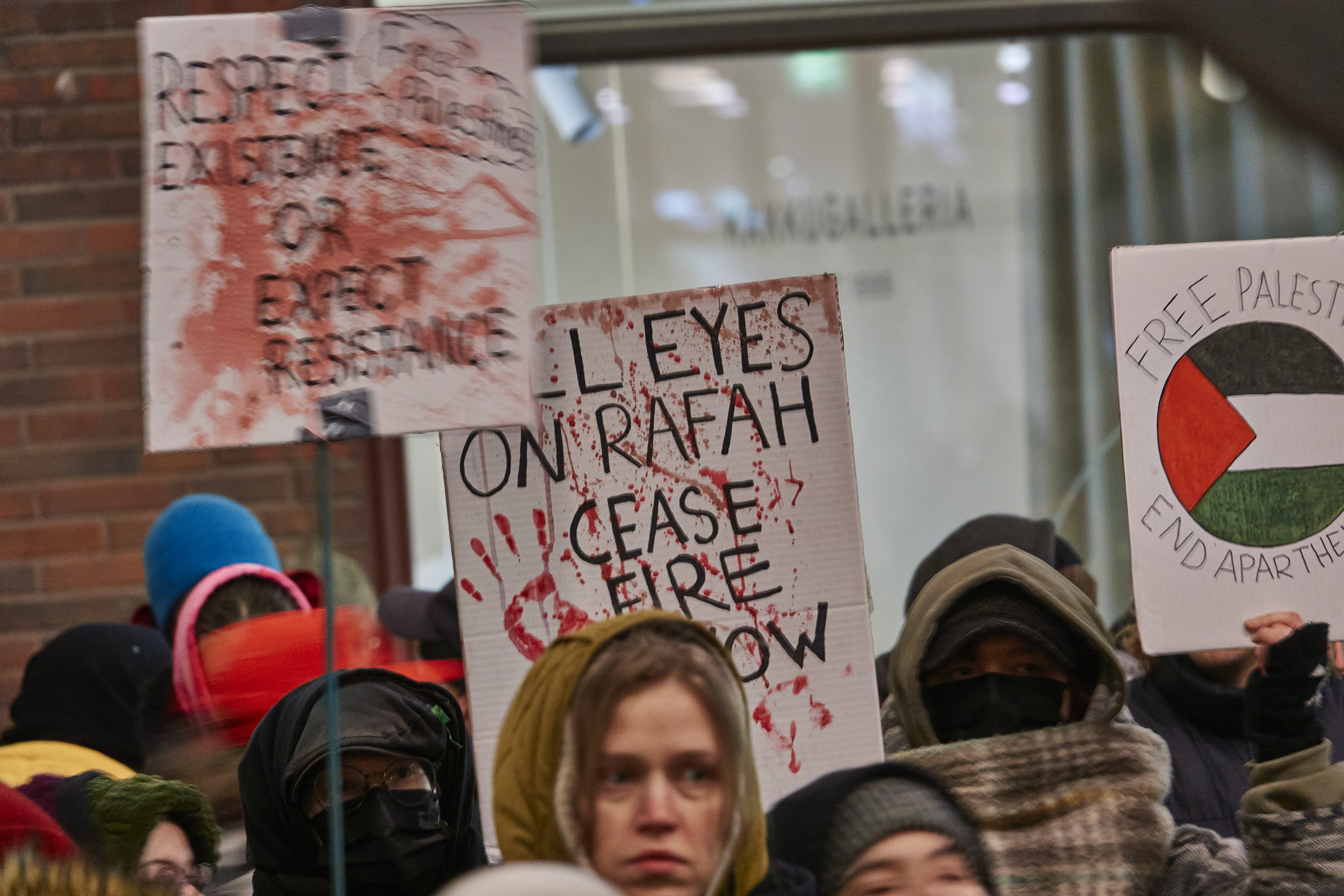
2024年2月芬蘭赫爾辛基示威活動中的標語牌上的「所有目光都在拉法」口號

所有目光都在拉法（英語：All Eyes on Rafah）是在以色列—哈馬斯戰爭期間，廣泛傳播於社交平台的親巴勒斯坦政治口號。
這一口號起源於理查德·「里克」·皮佩爾科恩（Richard “Rik” Peeperkorn）的言論，他是世界衛生組織駐加沙地帶及約旦河西岸地區代表，他在2024年2月於聯合國對記者表示「所有目光都在拉法」。當拉法攻勢於2024年5月初展開時，皮佩爾科恩的話開始被人們分享，並且在當月稍後，一張以人工智能製作的相關口號圖片在Instagram上迅速走紅。
TikTok上，該主題標籤「#alleyesonrafah」已被用於多個觀看次數達百萬的影片中，該口號也在全球範圍內的示威活動中被廣泛採用。

## 詞義和起源
「所有目光都在拉法」一詞涉及拉法攻勢，這是一場持續進行的軍事行動，發生在鄰近加沙地帶與埃及邊境的拉法市及其周邊。到2024年2月，當以色列公告該作戰計劃時，加沙約230萬居民中近半數人因應以色列的疏散命令及該地區其他地方之行動，被迫聚集於拉法。該公告受到多國強烈譴責。在以色列發出多次警告和疏散呼籲後，大約有一百萬加沙居民遵照以色列的指示，從拉法撤離。

## 網絡迷因圖片
2024年5月下旬，一張描繪「所有目光都在拉法」的人工智能生成圖片，僅數天內就在Instagram上被分享超過4700萬次，其在社交媒體上引發關於以色列對加沙戰爭的熱烈討論。包括貝拉·哈蒂德和妮可拉·歌可蘭在內的眾多名人，也加入這股流行趨勢。該人工智能生成圖片顯示有序排列的帳篷營地的鳥瞰圖，背景是雪山。這些淺色帳篷排列成「所有目光都在拉法」的字樣。
這張圖片的來源存在爭議。該圖片被認為是馬來西亞攝影師阿米魯·沙阿（Amirul Shah）首次發布到Instagram，但人工智能愛好者齊拉·阿布卡（Zila Abka）聲稱她在2024年2月已經使用人工智能創建帶有水印的正方形版本圖像並發佈到Facebook。她相信沙阿取得該圖片，並對其進行擴展，以移除她的水印並在上方加入山脈圖案，之後才將其分享到Instagram。

## 批評
一些社交媒體用戶對這股潮流提出批評，將其與2020年的「週二停電」行動（Blackout Tuesday）相提並論，後者被指只是一種扮激進或搶佔道德高地的表演。還有用戶指出，這股潮流實際上淡化正在發生的事件，他們認為應該發佈來自拉法的真實圖像。
當幾名寶萊塢明星在社交媒體上分享「所有目光都在拉法」的圖像後，Twitter上開始出現了「抵制寶萊塢」的趨勢。參與這一抵制運動的用戶質疑那些分享該圖片的印度演員，為何他們沒有對其他國家對印度教徒的攻擊發表意見，如巴基斯坦。
一名親以色列用戶回應該圖像，詢問「10月7日時你們的目光都放在哪兒了？」其在數十萬人分享後，被Meta刪除。